# Hadar Lidén
Hadar Lidén, född 11 juli 1928 i Uddevalla, död 28 december 2022 i Göteborg, var en svensk civilingenjör och skeppsbyggnadskonstruktör som främst är känd för sina offshore-konstruktioner.

## Biografi
Hadar Lidén tog civilingenjörsexamen i skeppsbyggnad vid Chalmers och fick därefter anställning vid Lloyd's. Nästa anställning var som konstruktör vid Eriksbergs Mekaniska Verkstad och från 1972 chef för Klassavdelningen vid Eriksberg. När företaget slogs samman med Götaverken 1977 blev Lidén sektionschef.
År 1980 förliste den norska oljeborrplattformen Alexander L. Kielland och säkerheten i off-shoreindustrin blev betydligt viktigare än tidigare. Götaverken konstruerade en halvt nedsänkbar plattform baserad på Hadar Lidéns idéer, med en betydligt högre strukturell säkerhet och läckstabilitet. 1983 levererades den första plattformen enligt det nya konceptet, Treasure Saga, som sedan fått ett antal efterföljare. 1984 tilldelades han tillsammans med Arne Berglie Polhemspriset för Götaverkens halvt nedsänkbara offshoreplattformar.
En oplanerad demonstration av robustheten hos Lidéns konstruktioner skedde 2016 när Treasure Saga, nu under namnet Transocean Winner, skulle bogseras för upphuggning och skrotning. I hårt väder slet sig plattformen och strandade den 8 augusti 2016 bland klipporna på Isle of Lewis i Skottland. Trots stora skador kunde den bogseras loss och efter vissa reparationer transporteras till slutlig upphuggning i Turkiet.
Hadar Lidén fortsatte att utveckla konstruktioner inom offshore, bland annat en nyskapande pontonbro för långa avstånd, och han innehade ett antal relevanta patent.
År 1989 blev Lidén hedersdoktor vid Chalmers. I motiveringen för utnämningen nämns att "Lidén är en idérik konstruktör som gjort en bestående insats för offshore-tekniken".
Hadar Lidén var kusin till företagsledaren Lars Lidén.

## Utmärkelser
- 1984 – Polhemspriset för utvecklingen av Götaverkens halv nedsänkbara offshoreplattformar.[3]
- 1989 – Hedersdoktor vid Chalmers för bestående insatser för off-shore-tekniken.[2]